# Флаг Ужгорода
Флаг Ужгорода (укр. Прапор Ужгорода) — один из официальных символов города Ужгород Закарпатской области Украины. Утверждён 14 июня 1990 года решением Ужгородского городского совета.

## Описание
Флаг Ужгорода — прямоугольное полотнище. Состоит из двух горизонтально расположенных цветных полос: верхней — синего цвета, и нижней — золотистого цвета.
Ширина до длины флага соотносятся как 1:2. В левом верхнем углу флага на синем фоне нанесено контурное золотистое изображение герба Ужгорода.